# Anthenay
Anthenay település Franciaországban, Marne megyében. Lakosainak száma 71 fő (2022. január 1.). Anthenay Villers-Agron-Aiguizy, Châtillon-sur-Marne, Cuisles, Olizy, Passy-Grigny és Vandières községekkel határos.

## Népesség
A település népességének változása:
| Lakosok száma | 60   | 45   | 52   | 56   | 76   | 70   | 70   | 71   | 72   | 71   |
|               | 1968 | 1982 | 1990 | 2006 | 2013 | 2015 | 2017 | 2019 | 2020 | 2022 |